# Municipio de Milnor
El municipio de Milnor (en inglés: Milnor Township) está ubicado en el condado de Sargent, en el estado de Dakota del Norte (Estados Unidos).

## Geografía
El municipio de Milnor se encuentra ubicado en las coordenadas 46°14′26″N 97°26′18″O / 46.24056, -97.43833. Según la Oficina del Censo de los Estados Unidos, tiene una superficie total de 88,59 km², de la cual 84,53 (95,41%) corresponden a tierra firme y 4,06 (4,59%) a agua.

## Demografía
Según el censo de 2010, el municipio de Milnor estaba habitado por 97 personas, todas ellas de raza blanca, y su densidad de población era de 1,09 hab/km².